# Phyllocycla malkini
Phyllocycla malkini – gatunek ważki z rodziny gadziogłówkowatych (Gomphidae). Występuje na terenie Ameryki Południowej.